# آمریکایی (فیلم)
آمریکایی (انگلیسی: The American) یک فیلم مهیج به کارگردانی آنتون کوربین است که در سال ۲۰۱۰ منتشر شد.

## موضوع
جک مزدوری آدمکش و اسلحه سازی زبردست است. وقتی ماموریتش در سوئد پایان می یابد برای ماموریت نهایی اش با پاول تماس  می گیرد. جک به یک شهر کوچک کوهستانی در ایتالیا اعزام می شود. در این ماموریت از زنی بلژیکی بنام ماتیلد سفارش اسلحه می گیرد. جک با کشیشی محلی به نام پدر بنتتو دوستی می گیرد و با زن جوانی بنام کلارا نرد عشق می بازد. به تدریج روشن می شود که از چند جانب جان جک در خطر است.

## بازیگران
- جرج کلونی
- ویولانته پلاچیدو
- ایزابل آدریانی
- تکلا رویتن
- پائولو بوناچلی
- فیلیپو تیمی
- یوهان لیسن
- ایرینا بیورکلوند
- آنا فولیه‌تا
- ساندرو دُری
- سیلوانا بوزی
- سامولی وائورامو